# Province de Tunja
1539–1857
Entités précédentes :
- Province de Santa Marta (1539)

Entités suivantes :
- État fédéral de Boyacá (1857)

La province de Tunja, ou corregimiento de Tunja durant la domination espagnole, était une entité administrative et politique de la Nouvelle-Grenade. Elle fut créée en 1539 et dissoute en 1857. Sa capitale était Tunja.

## Histoire
La province de Tunja est initialement un gouvernorat de la vice-royauté de Nouvelle-Grenade (entité coloniale espagnole recouvrant le nord de l'Amérique du Sud).
Après l'indépendance, la province est intégrée à la Grande Colombie, au sein du département de Boyacá. 
Après la dissolution de cette dernière, la province fait partie de la république de Nouvelle-Grenade. 
En 1857, la province de Tunja fusionne avec les provinces de Tundama et Casanare et devient l'État fédéral de Boyacá.

La province de Tunja en 1810
La province de Tunja en 1855